# Neleothymus nogalensis
Neleothymus nogalensis là một loài tò vò trong họ Ichneumonidae.